# Flybaboo
Flybaboo – nieistniejąca szwajcarska regionalna linia lotnicza z siedzibą w Genewie.
W 2010 roku linia ogłosiła zaprzestanie działalności, z powodu bankructwa.